# لوم (ویرجینیای غربی)
لوم (به انگلیسی: Loom) یک منطقهٔ مسکونی در ایالات متحده آمریکا است که در شهرستان همپشر، ویرجینیای غربی واقع شده‌است.